# Liste der politischen Parteien in Bulgarien
Die folgende Liste der politischen Parteien in Bulgarien enthält die in Bulgarien aktiven Parteien, die also bei der Wahl von 2017 oder der 2014 angetreten sind sowie historisch bedeutende, aber nicht mehr existierende Parteien.

## Aktive Parteien
Die folgende Tabelle zeigt alle Parteien und Koalitionen, die bei einer der vergangenen Parlamentswahlen seit 2021 registriert waren, mit ihrem Stimmenergebnis und der Anzahl von Mandaten zu Beginn der jeweiligen Legislaturperiode. Parteien, die in die Nationalversammlung einzogen oder an einer Koalition beteiligt waren, der dies gelang, sind farblich hervorgehoben.
| bis 2019: | Selenite |

| bis Nov. 2022: | Nationale Front für die Rettung Bulgariens (NFSB) Nazionalen front sa spassenie na Balgarija |

| bis 2006: | Balgarski Semedelski Naroden Sajus–Naroden Sajus |

| 2017 bis Juni 2024: | BSP für Bulgarien (BSPsB) BSP sa Balgarija          |
| 2014:               | BSP – Ljawa Balgarija                               |
| bis 2013:           | Koalition für Bulgarien (KB) Koalizija sa Balgarija |

| bis Juli 2021: | Steh auf! Mafia raus! (ISMW) Isprawi se! Mutri wan! |

## Sonstige Parteien
Die folgenden Parteien haben 2017 zuletzt an einer Parlamentswahl in Bulgarien teilgenommen:
- Balgarski Demokratitschen Zentar (BDZ), bis 2015 LIDER
- Christijan-Sozialen Sajus
- Dwischenie Napred Balgarija
- Dwischenie sa Ewropejsko Onedinenie i Solidarnost (DEOS)
- Dwischenie sa Radikalna Promjana Balgarskata Prolet
- Dwischenie sa Rawnoprawen Obschtestwen Model (DROM)
- Nazionalna Republikanska Partija
- Sajus na Patriotitschnite Sili „Saschtita“
- Sajus sa Plowdiw
- Swoboda i Dostojnstwo

Die folgenden Parteien haben 2014 zuletzt an einer Parlamentswahl in Bulgarien teilgenommen:
- Balgarska Partija Liberali
- Bulgarien neu laden (Presaredi BG), bis 2017 Bulgarien ohne Zensur (BBZ; Balgarija bes zensura)
- Dwischenie Gergjowden
- Federazija Aktiwno Graschdansko Obschtestwo
- Nowa Alternatiwa
- Nowa Balgarija
- Nowa Sila
- Nowoto Wreme
- Obedinena Balgarija (OB)
- Polititschesko Dwischenie Ewroroma
- Republika BG
- Siljo Edinstwo
- Sozialdemokratitscheska Partija

## Sonstige Koalitionen
- Desnite (2014)
- Koalizija na Nedowolnite (2017)
- Nowa Republika (2017)
- Obedinenie DOST (2017)
- Patriotische Front (PF; Patriotitschen Front; 2014)
- Reformblock (2017)
- Vereinigte Patrioten (OP; Obedineni Patrioti; 2017)

## Historische Parteien
- Bund der Bulgarischen Nationalen Legionen (Съюз на Българските Национални Легиони, SBNL), faschistisch, bestand 1930–1944
- Bulgarische Kommunistische Partei bestand unter diesem Namen 1919–1990, Umbenennung in Bulgarische Sozialistische Partei, verschiedene Neugründungen unter ähnlichen Namen
- Bulgarische Sozialdemokratische Arbeiterpartei, bestand 1894–1903, Spaltung in Engsozialisten (Kommunistische Partei ab 1919) und Breitsozialisten (aufgelöst 1948)
- Demokratische Eintracht, bestand bis 1948
- Demokratische Partei (Bulgarien), 1895 als Nachfolgerin des von Petko Karawelows geführten linken Flügels der alten Liberalen Partei gegründet
- Liberalna Partija, nationalliberal, 1879 gegründet
- Sweno, bestand 1927–1949
- Vaterländische Front, nationalistisch, bestand 1942–1989
- Vereinigte Demokratische Kräfte, bestand 1997–2009